# Kråksundet
Kråksundet är en sjö i Nordmalings kommun i Ångermanland och ingår i Öreälven-Leduåns kustområde. Sjön har en area på 0,251 kvadratkilometer och ligger 2 meter över havet.

## Delavrinningsområde
Kråksundet ingår i det delavrinningsområde (705057-169479) som SMHI kallar för Rinner mot Örefjärden. Medelhöjden är 9 meter över havet och ytan är 12,46 kvadratkilometer. Det finns inga avrinningsområden uppströms utan avrinningsområdet är högsta punkten. Avrinningsområdets utflöde mynnar i havet, utan att ha någon enskild mynningsplats. Avrinningsområdet består mestadels av skog (74 procent). Avrinningsområdet har 0,45 kvadratkilometer vattenytor vilket ger det en sjöprocent på 3,6 procent.